# Guyane Nature Environnement
La fédération Guyane Nature Environnement (GNE) est une association loi de 1901 qui regroupe les associations Groupe d'étude et de protection des oiseaux en Guyane, Kwata et SEPANGUY. Elle fut fondée en mars 2010 à la suite des débats autour du Projet Cambior.
Cette association permet de mutualiser les efforts des trois associations guyanaises agréées au titre de la protection de l'environnement, pour peser plus fortement dans le débat public environnemental en Guyane, notamment avec l'appui de la fédération nationale France Nature Environnement dont elle est membre. Elle agit dans les domaines de la veille environnementale et de la participation au débat public, notamment en siégeant et en s'exprimant dans diverses commissions. Par ailleurs, elle a la capacité d'ester en justice face à des projets portant gravement atteinte à l'environnement, ce en quoi elle s'est illustrée dans plusieurs dossiers :
- le projet "Montagne d'Or"[1],
- le projet de centrale du Larivot[2],[3],[4],
- l'usine de cyanuration d'Auplata à Saint-Élie[5],[6],[7],[8],
- les rejets volontaires de boues toxiques par la société Gold'Or[9],